# Ian Graham Gass
Ian Graham Gass, né le 20 mars 1926 et décédé le 8 octobre 1992 est un géologue britannique. Il est professeur de sciences de la Terre et chef de discipline à l'Open University, Milton Keynes et il est président de l'IAVCEI (1983–87). 

## Biographie
Il fait ses études à l'Université de Leeds sous la direction du professeur William Quarrier Kennedy.
À la fin des années 1960, une révolution scientifique s'est produite, transformant la géologie statique en une science de la Terre dynamique. En montrant que les montagnes Troödos, à Chypre, sont un vestige de l'étalement des fonds marins, Ian Gass collabore à cette transformation ,.
Il est marié à Mary Pearce (1955, un fils, une fille.

## Publications
- Understanding the earth : a reader in the earth sciences, Sussex, Artemis Press, coll. « Open University set book », 1971, 355 p. (ISBN 0-85141-262-9)
- African Magmatism and Tectonics, Edinburgh, Oliver and Boyd, 1970, 461 p. (ISBN 978-0-05-001709-8)
- Baker, P. E., Gass, I. G., Harris, P. G. et Le Maitre, R. W., « The volcanological report of the Royal Society Expedition to Tristan da Cunha, 1962 », Philosophical Transactions of the Royal Society of London. Series A, Mathematical and Physical Sciences, vol. 256, no 1075,‎ 1964, p. 439–575 (DOI 10.1098/rsta.1964.0011, Bibcode 1964RSPTA.256..439B)